# Остоя Раякович
Остоя Раякович (на сръбски: Остоја Рајаковић или Ostoja Rajaković) е сръбски аристократ от Охридско от XIV век.

## Биография
Остоя Раякович е известен единствено от надгробния му надпис от 1379 година в притвора на църквата „Света Богородица Перивлепта“ в Охрид. Над него в аркосолиум е запазен и негов портрет. Надписът гласи:
| „ | Прѣстави се рабь Бжіи Ѡстоѩ Раѩковикь, погоусломь Ꙋгарчикь. и сꙋродникъ кралиѩ Марка. зеть жꙋпана Грѡпе. лѣтѡ ζ. ω. π. η (7888 = 1379 от Христа), мсца октѡмврѩ. ι (10). инд. γ (3). Васъ же млю братіѩ моѩ любимаѩ прочитающе простите ра Ба ѩко вы можете бти како ѩ. а ѩ како вы николїже. | “ |

В надписа очевидно Остоя е назован сродник на крал Марко Мърнявчевич в Прилеп и зет на охридския владетел Андрей Гропа. Според Николай Овчаров е възможно и родствената връзка с прилепския владетел да е през Андрей Гропа. Според Константин Иречек надписът показва връзката на Остоя с рода Угарич, който води потеклото си от Невесине и жупата Житомир, северно от Требине. Вероятно Остоя се е преселил още по времето на Сръбското царство, тъй като голям брой от хумско-требинските властели добиват владения в новозавоюваните от Сърбия земи. От факта, че е погребан в Охрид, и че е зет на охридския владетел Андрей Гропа, се съди, че владенията на Раякович са в Охридско. В стенописното изображение Остоя Раякович е изобразен като млад властелин с изразени индивидуални черти. В облеклото му има западни елементи, което може да се свърже със захумския произход. Погребение в една от главните църкви на града също показва важен произход.